# Chibchanomys trichotis
Chibchanomys trichotis är en däggdjursart som först beskrevs av Thomas 1897.  Chibchanomys trichotis ingår i släktet Chibchanomys och familjen hamsterartade gnagare. IUCN kategoriserar arten globalt som otillräckligt studerad. Inga underarter finns listade i Catalogue of Life.
Denna gnagare förekommer i bergstrakter i norra Colombia och kanske i angränsande områden av Venezuela. En mindre avskild population finns i Peru. Arten hittades i regioner som ligger cirka 2500 meter över havet. Chibchanomys trichotis vistas i molnskogar vid vattendrag. Den äter vattenlevande snäckor och kanske mindre fiskar.